# Kotakaler
Kotakaler is een bestuurslaag in het regentschap Sumedang van de provincie West-Java, Indonesië. Kotakaler telt 13.043 inwoners (volkstelling 2010).